# Oktiabrski (Výselki, Krasnodar)
Oktiabrski (del ruso: Октябрьский) es un posiólok del raión de Výselki del krai de Krasnodar, en Rusia. Está situado en las llanuras de Kubán-Priazov, a orillas del arroyo Buzinka, afluente del río Chelbas, 36 km al nordeste de Výselki y 117 km al nordeste de Krasnodar, la capital del krai. Tenía 423 habitantes en 2010
Pertenece al municipio Gazyrskoye.

## Transporte
En la localidad se halla la estación Chelbas de la línea Krasnodar-Tijoretsk-Salsk. Tras la estación se halla Chelbas.